# Ульяненко Ніна Захарівна
Ні́на Заха́рівна Улья́ненко (17 грудня 1923 — 31 серпня 2005) — радянська військова льотчиця, в роки Другої світової війни — командир ланки 46-го гвардійського нічного бомбардувального авіаційного полку, гвардії лейтенант. Герой Радянського Союзу (1945).

## Життєпис
Народилася 17 грудня 1923 року в місті Воткінську, нині — Республіка Удмуртія, в родині робітника. Росіянка. Навчалась у Саратовському авіаційному технікумі.
У січні 1942 року по мобілізації Саратовського РК ВЛКСМ вступила до лав РСЧА. Закінчила курси штурманів при Енгельсській військовій авіаційній школі пілотів. У діючій армії — з 27 травня 1942 року. Воювала на Південному, Закавказькому, Північно-Кавказькому, 2-у Білоруському фронтах. Пройшла бойовий шлях від стрільця-бомбардира до командира авіаційної ланки 588-го (з лютого 1943 року — 46-го гвардійського) нічного бомбардувального авіаційного полку. Член ВКП(б) з 1944 року.
Всього за роки війни здійснила 905 бойових вильотів із загальним нальотом 1206 годин, під час яких зкинула на військові об'єкти, скупчення живої сили і техніки супротивника 140 тонн бомбового навантаження.
У 1945 році звільнилась у запас. У 1948 році закінчила Курську обласну партійну школу, у 1957 році — Удмуртський педагогічний інститут. До 1974 року викладала історію в школах міста Воткінська і Воткінського району.
Обиралась депутатом Верховної Ради РРФСР (1947—1951), Іжевської міської ради (1953—1955).
Останні роки мешкала в місті Іжевську, де й померла 31 серпня 2005 року. Похована на Хохряковському кладовищі.

## Нагороди
Указом Президії Верховної Ради СРСР від 18 серпня 1945 року «за зразкове виконання бойових завдань командування на фронті боротьби з німецькими загарбниками та виявлені при цьому відвагу і героїзм», гвардії лейтенантові Ульяненко Ніні Захарівні присвоєне звання Героя Радянського Союзу з врученням ордена Леніна і медалі «Золота Зірка» (№ 8671).
Нагороджена також двома орденами Червоного Прапора (17.06.1943, 15.06.1945), орденами Вітчизняної війни 1-го (11.03.1985) та 2-го (22.02.1944) ступенів, Червоної Зірки (29.12.1942) і медалями.
Почесний громадянин Удмуртської Республіки (24.10.1996).